# Cristina Ayala Santamaría
Cristina Ayala Santamaría, née le 17 juin 1972, est une femme politique espagnole, membre du Parti populaire (PP). Elle est maire de Burgos depuis 2023.

## Biographie

### Vie privée
Elle est mariée et mère d'une fille et un fils.

### Profession
Elle est titulaire d'une licence en droit et avocate au barreau de Burgos.

### Carrière politique
De 2003 à 2007, elle est quatrième adjointe au maire de Burgos, chargée des Eaux et de l'Environnement, ainsi que porte-parole du gouvernement de la députation de Burgos. De 2007 à 2015, elle est députée aux Cortes de Castille-et-León.
Le 20 décembre 2015, elle est élue sénatrice pour Burgos au Sénat et réélue en 2016.
Lors des élections municipales du 28 mai 2023 à Burgos, la droite, formée du PP et de Vox, obtient une majorité absolue de 15 sièges sur 27 au conseil municipal. Le 17 juin suivant, Cristina Ayala est ainsi élue maire, la première dans l'histoire de la ville.